# Santa Maria de Vilalleons
Santa Maria de Vilalleons és una obra del municipi de Sant Julià de Vilatorta (Osona) inclosa en l'Inventari del Patrimoni Arquitectònic de Catalunya.

## Descripció
L'església de Santa Maria de Vilalleons centra el petit nucli de població que porta el mateix nom i es troba flanquejada per diferents edificacions. És una construcció romànica d'una nau, coberta amb volta de canó reforçada per dos arcs torals, capçada per un absis semicircular, parcialment amagat per la sagristia.

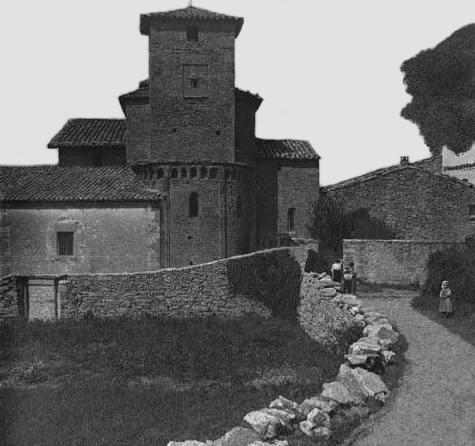
Absis de l'església en una imatge dels voltants de 1890

 A l'exterior, tant en l'absis com en els murs laterals, trobem decoració d'arcuacions que emmarquen finestres cegues sota fris de dents de serra, entre lesenes, en el cas de l'absis. El temple original va ser ampliat amb un atri que allargà la nau per ponent. Al segle xvi es van obrir les dues capelles laterals properes a l'absis, rectangulars i cobertes amb volta de nervi. Més tard, entre els segles XVII i XVIII es realitzà el sobrealçament de tota la nau i es construí el comunidor de planta rectangular que es troba sobre l'absis. Ja en el segle xix es construeix l'actual atri i la torre de campanar que hi ha al seu damunt. Aquesta nova façana reaprofita les dovelles de les dues arquivoltes de la portalada del segle xii, decorades amb motius vegetals i entrellaçats, com a motllura d'emmarcament de la rosassa.

## Història
La primera notícia que tenim del lloc de Vilalleons la trobem en l'acta de consagració de l'església de Sant Julià de Vilatorta de 1050. Sembla que el magnífic temple romànic fou construït pels volts de 1080, i a partir de 1095 es comencen a tenir notícies continuades del rector del lloc. Fou segurament per aquesta època quan se li afegí l'atri i portada que va alçar-se en forma de campanar. Al segle xvi s'hi varen afegir dues capelles en forma de creuer, s'enderrocà la façana i es substituí pel pesat cloquer actual, tot conservant la primitiva porta de ponent que fou enderrocada al s. XIX i feta més ample, ja que la processó del Santíssim no hi passava. Les dovelles decorades de l'antic portal es van posar com a marc del rosetó central.
La Creu que hi ha davant la porta principal commemora la Santa Missió del 1962 essent rector de la parròquia Mn Pere Sala. Va ser dissenyada per Pere Hernández Espina, de Barcelona, delineant que estiuejava al poble.